# 五倫
五倫，為儒家倫理原則的五種德目，一般指君臣、父子、夫婦、兄弟、朋友等人與人關係間，合宜的相處關係。在「五倫」一詞中，「倫」即是指人與人的關係。
在古籍中，較早出現的相關用語是「五典」、「五品」、「五教」、「五常」，指父義、母慈、兄友、弟恭、子孝，這五種關係為「五常之教」。其所指的人際關係限於家庭內，父母與子女、兄弟間的相處關係，與後來所謂的五倫意義不盡相符，後出的五倫一詞，多加上了夫婦、君臣，以及朋友。
按照政治大學中文系教授林啓屏的解釋，孟子所說的人倫，並非一種要行為去符合外在形式的客觀規範，而是發自於體認到四端之心後產生出來的精神表現，即孟子所謂「舜明於庶物，察於人倫，由仁義行，非行仁義也」。

## 相關記載
- 《中庸》--五倫排列順序：君臣、父子、夫婦、兄弟、朋友。
- 宋朱熹《四書章句集注註》第十九章--天下之達道五，所以行之者三，曰：君臣也、父子也、夫婦也、兄弟也、朋友之交也。五者，天下之達道也。知、仁、勇三者，天下之達德也。
- 《孟子》--五倫排列順序：父子，君臣，夫婦，長幼，朋友。

|  | 滕文公上--當堯之時，天下猶未平，洪水橫流，泛濫於天下；草木暢茂，禽獸繁殖；五穀不登，禽獸逼人；獸蹄鳥跡之道，交於中國。堯獨憂之，舉舜而敷治焉。舜使益掌火；益烈山澤而焚之，禽獸逃匿。禹疏九河，瀹濟、漯而注諸海；決汝、漢，排淮、泗，而注之江，然後中國可得而食也。當是時也，禹八年於外，三過其門而不入，雖欲耕，得乎？后稷教民稼穡，樹藝五穀，五穀熟而民人育。人之有道也，飽食暖衣，逸居而無教，則近於禽獸。聖人有憂之，使契為司徒，教以人倫：父子有親，君臣有義，夫婦有別，長幼有序，朋友有信。放勛曰：『勞之來之、匡之直之、輔之翼之，使自得之；又從而振德之。』聖人之憂民如此，而暇耕乎？堯以不得舜為己憂；舜以不得禹、皋陶為己憂。夫以百畝之不易為己憂者，農夫也。分人以財謂之惠，教人以善謂之忠，為天下得人者謂之仁。是故以天下與人易，為天下得人難。孔子曰：『大哉，堯之為君！惟天為大，惟堯則之。蕩蕩乎民無能名焉！君哉舜也！巍巍乎有天下而不與焉！』堯舜之治天下，豈無所用其心哉？亦不用於耕耳。 |

- 《論語》--五倫排列順序：孝、弟、信。[10]
  - 學而篇--「弟子入則孝，出則弟，謹而信，泛愛眾，而親仁，行有餘力，則以學文。」
- 清李毓秀《弟子規》--五倫排列順序：孝、弟、信。[11]
  - 總敘--弟子規 聖人訓 首孝悌 次謹信 泛愛眾 而親仁 有餘力 則學文。
- 西漢董仲舒《春秋繁露》--五倫排列順序：君臣、父子、夫婦。
  - 卷十二--「君臣父子夫婦之義皆取諸陰陽之道，君為陽，臣為陰；父為陽，子為陰；夫為陽，婦為陰。」
- 《韓非子》--五倫排列順序：臣事君，子事父，妻事夫。

## 五倫釋義

### 父子有親
- 《孝經》全篇都在闡明孝道，文繁故引菁華--
  - 《諫諍章·第十五》--「士有爭友，則身不離於令名；父有爭子，則身不陷於不義。故當不義，則子不可以不爭於父，臣不可以不爭於君。故當不義則爭之，從父之令，又焉得為孝乎？」
- 清李毓秀《弟子規‧入則孝》--
  - 「父母呼 應勿緩 父母命 行勿懶。」
  - 「父母教 須敬聽 父母責 須順承。」
  - 「冬則溫 夏則凊 晨則省 昏則定。」
  - 「親所好 力為具 親所惡 謹為去。」
  - 「身有傷[12] 貽親憂 德有傷 貽親羞。」
  - 「親愛我 孝何難 親憎我 孝方賢。」
  - 「親有過 諫使更 怡吾色 柔吾聲 諫不入 悅復諫 號泣隨 撻無怨。」
  - 「親有疾 藥先嘗 晝夜侍 不離床。」
  - 「喪三年 常悲咽 居處變 酒肉絕 喪盡禮 祭盡誠 事死者 如事生。」
- 許仲琳《封神演義》第二十二回--「父叫子亡，不敢不亡。」

### 君臣有義
- 《論語·八佾》--「君使臣以禮，臣事君以忠。」
- 《孟子·離婁下·第三》--「君之視臣如手足，則臣視君如腹心；君之視臣如犬馬，則臣視君如國人；君之視臣如土芥，則臣視君如寇讎。」
- 許仲琳《封神演義》第二十二回--「君叫臣死，不敢不死。」

### 夫婦有別
孟子言「夫婦有別」，此固指男女內外有別，相互對待態度亦有別。《禮記．禮運》言「夫義、婦聽」即是女子于歸之後，事夫之道以順為德，此與《禮記．郊特牲》「男帥女、女從男，夫婦之義」的意義相近，《左傳》昭公二十六年言「夫和而義，妻柔而正」義亦雷同。
但在古代男尊女卑的社會，「夫義」不是「婦聽」的必要條件，夫妻關係，實際建立在「婦聽」，妻子以順為道，以順為德的單方退讓基礎。《禮記．昏義》言女子婚前三月「教以婦德、婦言、婦容、婦功」。《荀子．君道》論為人妻之道亦可以為「婦聽」作註，篇中言「夫有禮則柔從聽侍，夫無禮則恐懼而自竦也」。夫妻關係，若是夫義，則婦自慶幸；夫不義，則婦仍以順為德。妻子的地位比人子還低，人子尚可勸諫父母，地位顯然勝過為人妻者。
古代女性的社會地位始終是以宗法中的身分來權衡，夫在世，則依附其夫在宗族中的地位而定。

### 長幼有序
- 清李毓秀《弟子規‧出則弟》--「或飲食 或坐走 長者先 幼者後。」

### 朋友有信
- 清李毓秀《弟子規‧信》--
  - 「凡出言 信為先 詐與妄 奚可焉。」
  - 「事非宜 勿輕諾 茍輕諾 進退錯。」

## 批判
近代中國有一個從晚清主張解放中國政界「君臣綱常」傳統的西方政界平等觀，轉變成新文化運動時期主張消滅傳統三綱的平等觀之發展過程。
在1895年甲午戰爭後的晚清思想家論著中，平等觀念成為一重要討論議題，包括性別平等、教育平等、國際外交地位平等、及法律平等之討論。不過晚清思想家們，通常只批判君權，而盡量不涉入夫權與父權，若有也僅止於譚嗣同《仁學》或康有為密不示人的《大同書》中。
而上述狀況必須等到五四時期，平等價值才真正攻入家庭之中，而且五四之後也才產生有別於晚清思想家皆以「母性」為理據論男女平等，轉以「女性」觀點出發談性別平等的現象。